# Halls of Amenti
Halls of Amenti はセファリック・カーネイジのミニアルバム。幾つかの章に分けられた実験的なドゥーム/デスメタルで、収録は1曲のみの19分。
このアルバムは3つのシリーズの第一作目で、現在"Anarctica: Journey to Amenti"と題された2作目のリリースが計画されている。